# Witalij Jeriemiejew
Witalij Michajłowicz Jeriemiejew, ros. Виталий Михайлович Еремеев (ur. 23 września 1975 w Ust-Kamienogorsku, Kazachska SRR) – kazachski hokeista, reprezentant Kazachstanu, dwukrotny olimpijczyk. Trener hokejowy.

## Kariera zawodnicza
- Torpedo Ust-Kamienogorsk (1991-1994)
- CSKA Moskwa (1994-1997)
- Łokomotiw Jarosław (1997-1998)
- CSKA Moskwa (1998-1999)
- Dinamo Moskwa (1999-2000)
- Hartford Wolf Pack (2000-2001)
- Charlotte Checkers (2001)
- New York Rangers (2001)
- Dinamo Moskwa (2001-2010)
- Barys Astana (2012-2015)

Wielokrotny reprezentant Kazachstanu. Uczestniczył w turniejach zimowej uniwersjady edycji 1993, mistrzostw świata w 1994, 1995, 1996 (Grupa C), 1997 (Grupa B), 1998 (Grupa A), 1999, 2000 (Grupa B), 2004, 2010, 2011, 2012, 2014 oraz zimowych igrzysk olimpijskich 1998, 2006.
Wychowanek Torpedo Ust-Kamienogorsk. Po wielu latach występów poza krajem od czerwca 2010 roku zawodnik rodzimego, kazachskiego klubu Barys Astana, związany trzyletnim kontraktem. W kwietniu 2013 roku przedłużył kontrakt o rok. W sezonie KHL (2014/2015) nie występował. W kwietniu 2015 ogłosił zakończenie kariery zawodniczej z uwagi na kontuzję.

## Kariera trenerska
W 2015 został trenerem bramkarzy w zespole juniorskim Barysu Astana, Snieżnyje Barsy, występującym w rozgrywkach MHL. W czerwcu 2016 został trenerem bramkarzy Dinama Moskwa. W połowie 2020 wszedł do sztabu juniorskiej drużyny Krasnaja Armija Moskwa, a w połowie 2021 jako trener bramkarzy. W połowie 2023 został asystentem w szabie klubu Zwiezda Moskwa.

## Sukcesy

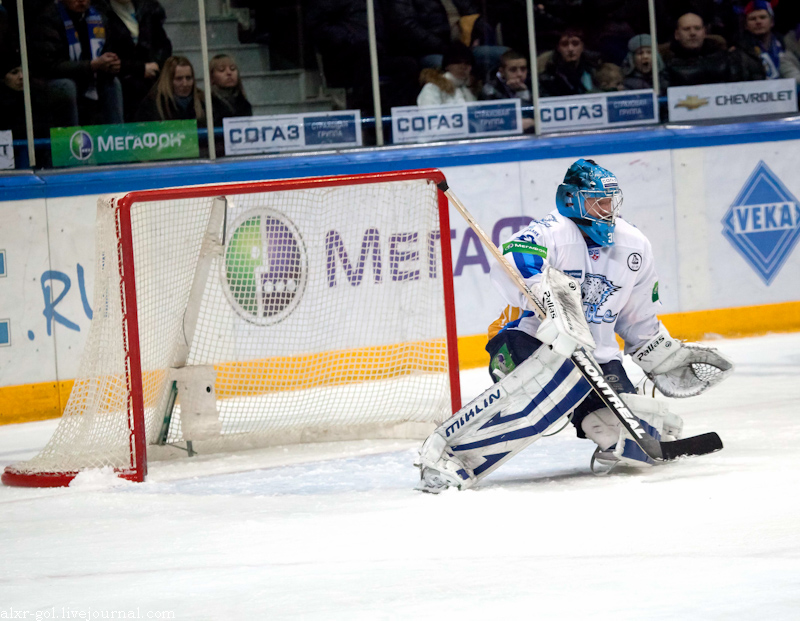
Witalij Jeriemiejew w barwach Barysu Astana (2011)

Reprezentacyjne
- Srebrny medal zimowej uniwersjady: 1993
- Złoty medal zimowych igrzysk azjatyckich: 2011
- Awans do MŚ Elity: 1996, 1997, 2009, 2011

Klubowe
- Złoty medal mistrzostw Kazachstanu: 1993, 1994 z Torpedo Ust-Kamienogorsk
- Mistrzostwo Wysszaja Liga: 1997 z CSKA
- Brązowy medal mistrzostw Rosji: 1998 z Łokomotiwem
- Złoty medal mistrzostw Rosji: 2000, 2005 z Dinamem
- Srebrny medal mistrzostw Rosji: 2009 z Dinamem
- Puchar Mistrzów: 2006 z Dinamem
- Puchar Spenglera: 2008 z Dinamem
- Drugie miejsce w Pucharze Kontynentalnym: 2005 z Dinamem

Indywidualne
- Liga kazachska 1993/1994:
  - Najlepszy bramkarz sezonu[10]
- Mistrzostwa Świata w Hokeju na Lodzie 1994#Grupa C
  - Najlepszy bramkarz turnieju[11]
- Mistrzostwa Świata w Hokeju na Lodzie 1996#Grupa C
  - Najlepszy bramkarz turnieju
- Mistrzostwa Świata w Hokeju na Lodzie 1997#Grupa B:
  - Najlepszy bramkarz turnieju
- Superliga rosyjska 1999/2000:
  - Złoty Kask (przyznawany sześciu zawodnikom wybranym do składu gwiazd sezonu)
- Superliga rosyjska w hokeju na lodzie (2004/2005):
  - Pierwsze miejsce w klasyfikacji średniej goli straconych na mecz w fazie play-off
  - Najlepszy Bramkarz Sezonu
  - Złoty Kask (przyznawany sześciu zawodnikom wybranym do składu gwiazd sezonu)
- KHL (2008/2009):
  - Najlepszy bramkarz miesiąca - styczeń 2009
  - Pierwsze miejsce w klasyfikacji średniej goli straconych na mecz w fazie play-off: 1,63
- KHL (2009/2010):
  - Najlepszy bramkarz miesiąca - grudzień 2009
- Mistrzostwa Świata w Hokeju na Lodzie 2010/Elita:
  - Jeden z trzech najlepszych zawodników reprezentacji
- KHL (2010/2011):
  - Pierwsze miejsce w klasyfikacji skuteczności interwencji w sezonie zasadniczym: 92,7%
- Hokej na lodzie na Zimowych Igrzyskach Azjatyckich 2011:
  - Pierwsze miejsce w klasyfikacji skuteczności interwencji: 97,37%
  - Pierwsze miejsce w klasyfikacji średniej goli straconych na mecz: 0,47
- Mistrzostwa Świata w Hokeju na Lodzie 2011/I Dywizja#Grupa B:
  - Pierwsze miejsce w klasyfikacji średniej goli straconych na mecz: 1,49[12]
  - Drugie miejsce w klasyfikacji skuteczności interwencji w turnieju: 92,50%

Wyróżnienie
- Najlepszy hokeista roku w Kazachstanie: 2011